# FIFA Manager 08
FIFA Manager 08 — компьютерная игра из серии игр «Electronic Arts» о клубном футболе. Игра, как и прошлые годы, разрабатывалась «EA Canada» и издавалась «Electronic Arts» под брендом EA Sports.

## Изменения
- Добавлены новые лиги (всего 54 лицензированных лиги в 31 стране), игроки, турниры (Кубок конфедераций, FIFA U-20 World Cup, различные клубные международные турниры)
- Добавлены исторические данные (75 000 данных в базе)! В «FIFA Manager 08» реализованы 37 оригинальных 3D стадионов, среди которых Сан Сиро, Камп Ноу, Амстердам АренА, Парк де Пренс, Миллениум, Ацтека и Уэмбли.
- Новый принцип работы клубных скаутов.
- Полностью обновлена система тренировок и анализа возможностей игрока.
- Сделан дизайн с учетом разрешение экрана 1280x1024.

В «FIFA Manager 08» включен мощный редактор базы данных, обновлен редактор стадиона, реализована новая система развития игроков. Игроки могут потребовать у вас другой номер на футболке или капитанскую повязку, а вы можете предложить своих игроков другим клубам, давать долгосрочные обещания, когда подписываете новые контракты с игроками и использовать новую опцию «Последнее слово» на переговорах.
Игра предлагает полностью обновленную систему тренировок и анализа возможностей игрока, вы можете контролировать развитие любого вашего игрока, используя еженедельные отчеты и личный график обучения для каждого игрока.